# Thomas Allin (Anglicano)
 Thomas Allin  (1838–1909) foi um clérigo anglo-irlandês, um escritor sobre Universalismo, também conhecido pela pesquisa botânica.

## Vida
Ele nasceu em Midleton, condado de Cork, Irlanda. Formou-se B.A. no Trinity College, Dublin em 1859, e recebeu ordenação na Igreja da Irlanda. Após trabalhar em várias congregações irlandesas, partiu para a Inglaterra em 1877.

## Obras
- Universalismo Afirmado  (1885 (1ª.Edição)-1905 (9ª.Edição) - (Primeira edição publicada sob o título: ''A questão das questões''. Algumas edições subsequentes tiveram o título ''Cristo triunfante ou Universalismo afirmado''.) J. W. Hanson relata que este trabalho começou quando Allin encontrou uma cópia da história do Universalismo de Hosea Ballou II na Biblioteca Britânica e foi levado a um estudo da literatura patrística.
- Raça e religião: teologia helenística: seu lugar no pensamento cristão  1899[3]
- A Revolução Agostiniana na Teologia  (1911, editado por J. J. Lias) Do Prefácio: "Agostinho, como tentarei mostrar, e sempre com a autoridade de seus próprios escritos, foi na verdade o maior revolucionário dos tempos primitivos. Por pura força de gênio e força de vontade, ele desviou e obscureceu todo o curso do pensamento cristão no Ocidente. Ele deixou, em sua morte, a cristandade latina, o terrível legado da crença em uma divindade raivosa e cruel, a cujos pés toda a família humana assenta-se aterrorizada;"

Em sua atividade como naturalista, ele teve Isaac Carroll (1828–1880) como colaborador. Suas pesquisas resultaram em  As plantas com flores e samambaias do condado de Cork  (1883) 

## Leituras adicionais
- C., J. [Coleman, James],  Um autor botânico do Condado de Cork, Rev. Thomas Allin , Jornal da Sociedade Histórica e Arqueológica de Cork, Ser. 2, vol. XXII, p. 91, 1916